# فينيتيسيلين
فينيتيسيلين فينيتيسيللين Pheneticillinأو فينيثيسيللين phenethicillin عبارة عن دواء من فصيلة البنسلينعامل فعال حركي مزيل للبلغم والمخاط، وقادر على إبعاد الإفراز القصبي خصوصا المقابس المخاطية. وفاعلا جدا مع مرض الانسداد الرئوي المزمن.

## الزمرة الدوائية
مضاد حيوي من زمرة البنسلينات. من الصادات الحساسة للبيتالاكتاماز.

## الاسم العلمي وفقاً لـIUPAC
(2S,5R,6R)-3,3-dimethyl-7-oxo-6-[(2-phenoxypropanoyl)amino]-4-thia-1-azabicyclo[3.2.0]heptane-2-carboxylic acid

## الصيغة الكيميائية
C17H20N2O5S 

## الوزن الجزيئي
364.4161 غ/مول

## آليه عمله
يعتبر من مضادات الجراثيم المخربة للجدار الخلوي الجرثومي والتي هي من الصادات الرئيسية التي تثبط تركيب جدار الخلية الجرثومية، وتسمى بيتا لاكتام لامتلاكها الحلقة الرباعية بشكل شائع في جميع أفرادها. نجد انه يقوم بمنع تركيب الجدار الخلوي الجرثومي.